# 13e arrondissement de Cotonou
Pour les articles homonymes, voir 13e arrondissement.
Le 13e arrondissement de Cotonou est l'un des treize arrondissements de la commune de Cotonou dans le département du Littoral au Bénin.

### Galerie de photos

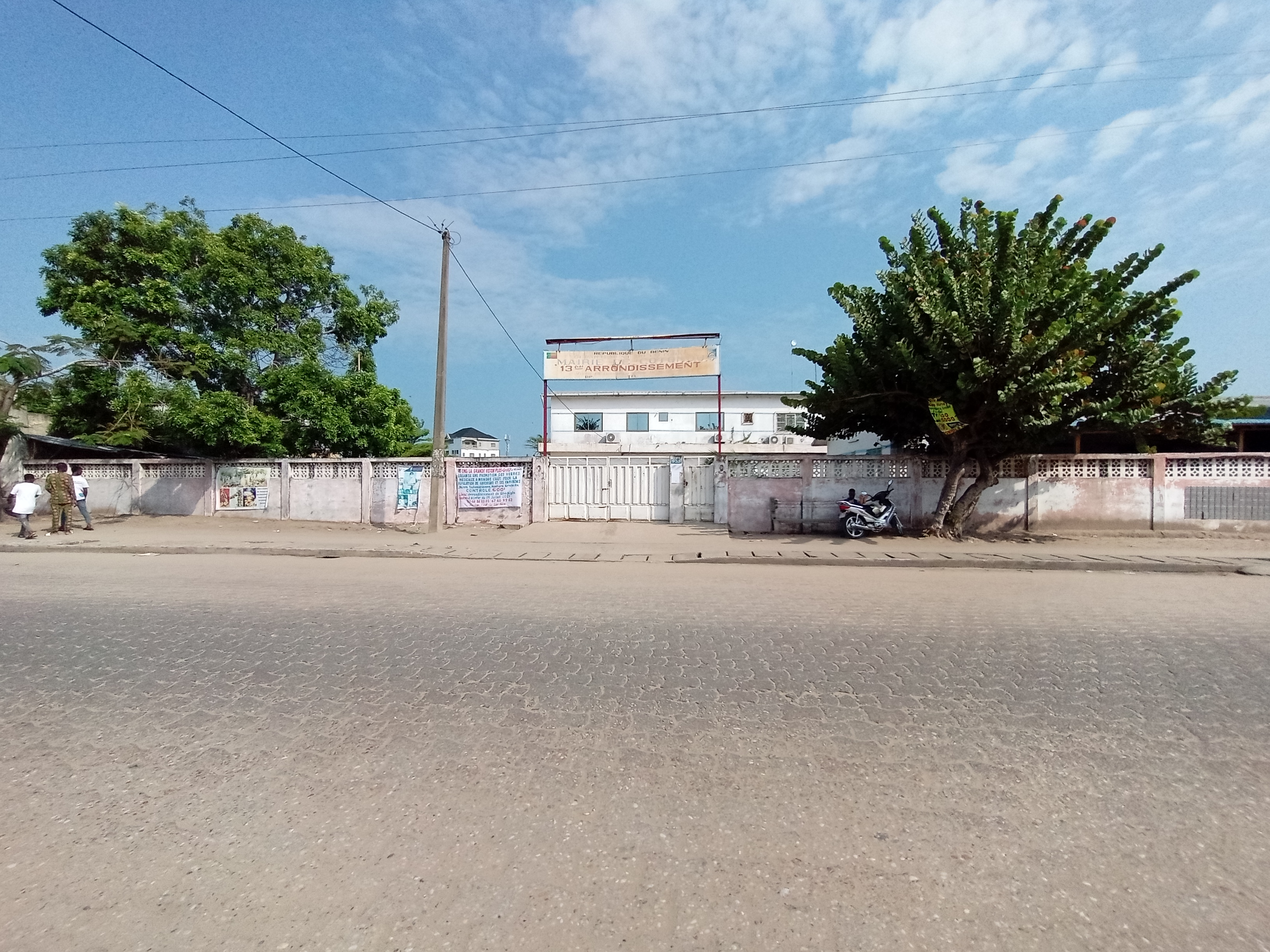
13ème Arrondissement de la ville de Cotonou

## Géographie
Le 13e arrondissement de Cotonou est situé dans le Sud du Bénin et compte six quartiers que sont Agla, Ahogbohouè, Aibatin II, Gbèdégbé, Houénoussou et Missité.

## Démographie
Selon le recensement de la population de 2013 conduit par l'Institut national de la statistique et de l'analyse économique (INSAE), le 13e arrondissement de Cotonou compte 68 486 habitants.